# ハ・ヘジン
ハ・ヘジン（ハングル表記:하혜진、ラテン翻記:Ha Hyejin、1996年9月7日 - ）は大韓民国の女子バレーボール選手。

## 来歴
実父は現代キャピタル・スカイウォーカーズ前監督でプレーヤーとしては90年代に世界に名を馳せたハ・ジョンファ（韓国語版）であり、ヘジンはその次女。小学4年次からバレーボールを始める。
2014年7月に開催された第17回アジアジュニア選手権に代表として出場し、3位決定戦で24得点をあげて銅メダル獲得に貢献した。同年9月11日のドラフト会議では1巡3番目で韓国道路公社ハイパスに指名され、入団が決定した。ヘジンはインタビューに答えて「尊敬する選手は父」と感謝の言葉を述べている。
2021年、ペッパー貯蓄銀行AIペッパーズに移籍した。

## 所属チーム
- 善明女子高等学校
- 韓国道路公社ハイパス（2014-2021年）
- ペッパー貯蓄銀行AIペッパーズ（2021年-）